# ステンド・クラス
『ステンド・クラス』（Stained Class）は、ジューダス・プリーストが1978年に発表した4作目のアルバム。

## 解説
本作より、レス・ビンクス（ドラムス）が加入。ジューダス・プリーストのキャリア初期における傑作の一つで、音楽評論家のスティーヴ・ヒューイはallmusic.comにおいて「ここまで純度の高いヘヴィ・メタル・アルバムは、彼ら自身も『ペインキラー』（1990年）に至るまで二度と作らなかった」「NWOBHMからスラッシュメタルまで、後続のヘヴィメタルに影響を与えたと言っても過言でない」と評している。
ジューダス・プリーストとデニス・マッケイの共同プロデュースによりアルバムの大部分が完成した折に、シングル向きのカヴァーの録音を要求されたため、バンドは急遽、ジェイムズ・ガスリーをプロデューサーに起用してスプーキー・トゥースのカヴァー「ベター・バイ・ユー、ベター・ザン・ミー」を録音した。同曲は予定通りシングル・カットされたが、チャート・インは果たせなかった。バンド側はジェイムズの仕事を気に入り、次作『殺人機械』（1978年）でもジェイムズを共同プロデューサーに起用した。

## ジューダス・プリースト裁判
1985年12月23日、アメリカのネバダ州リノで2人の少年が自殺を図り、うち1人が即死するという事件が起きた。もう1人は重傷を負ったが死は免れ、3年後にドラッグが原因で死去している。事件から5年後の1990年、少年の遺族は自殺の原因がアルバム『ステンド・クラス』にあるとする訴訟を起こした。
原告側は「ベター・バイ・ユー、ベター・ザン・ミー」に「Do it（やれ）」というサブリミナル・メッセージが入っており、それが自殺の原因になったと主張した。しかし、被告側の証人となった臨床心理士は、少年達がかねてから暴力的で、鬱の傾向があり、薬物乱用の既往もあったと証言した。最終的にサブリミナル・メッセージの存在は裁判で否定され、本作は少年の自殺とは無関係という判決が出て、ジューダス・プリーストの勝訴で終わった。

## 収録曲
特記なき楽曲はロブ・ハルフォードとグレン・ティプトンの共作。
1. エキサイター - Exciter - 5:33
2. 白光、赤熱 - White Heat, Red Hot (Glenn Tipton) - 4:19
3. ベター・バイ・ユー、ベター・ザン・ミー - Better By You, Better Than Me (Gary Wright) - 3:23
4. ステンド・クラス - Stained Class - 5:18
5. 侵略者 - Invader (Rob Halford, G. Tipton, Ian Hill) - 4:10
6. 地獄の聖者 - Saints in Hell (R. Halford, K.K. Downing, G. Tipton) - 5:28
7. サベイジ - Savage (R. Halford, Downing) - 3:28
8. 死の国の彼方に - Beyond the Realms of Death (R. Halford, Les Binks) - 6:51
9. ヒーローズ・エンド - Heroes End (G. Tipton) - 4:59
下記2曲は2001年リマスターCDのボーナス・トラック。
10. ファイヤー・バーンズ・ベロウ - Fire Burns Below - 6:58
11. ベター・バイ・ユー、ベター・ザン・ミー (ライヴ) - Better By You, Better Than Me (G. Wright) - 3:40

## カヴァー
- EXCITER
  - ストラッピング・ヤング・ラッド『超怒級怒濤重低爆音』（1995年）
  - ガンマ・レイ 『トリビュート・トゥ・ジューダス・プリースト〜レジェンド・オブ・メタルVOL.2』（1996年）
  - 屍忌蛇『STAND PROUD』（1998年）
- BEYOND THE REALMS OF DEATH 
  - ブラインド・ガーディアン 『トリビュート・トゥ・ジューダス・プリースト〜レジェンド・オブ・メタルVOL.2』（1996年）
  - 陰陽座 『ア・トリビュート・トゥ・ザ・プリースト』（2003年）

## 参加ミュージシャン
- ロブ・ハルフォード：ボーカル
- K. K. ダウニング：リードギター
- グレン・ティプトン：リードギター
- イアン・ヒル：ベース
- レス・ビンクス：ドラムス